# Columnea glabra
Columnea glabra är en tvåhjärtbladig växtart som beskrevs av Oerst.. Columnea glabra ingår i släktet Columnea och familjen Gesneriaceae. Inga underarter finns listade i Catalogue of Life.

## Bildgalleri

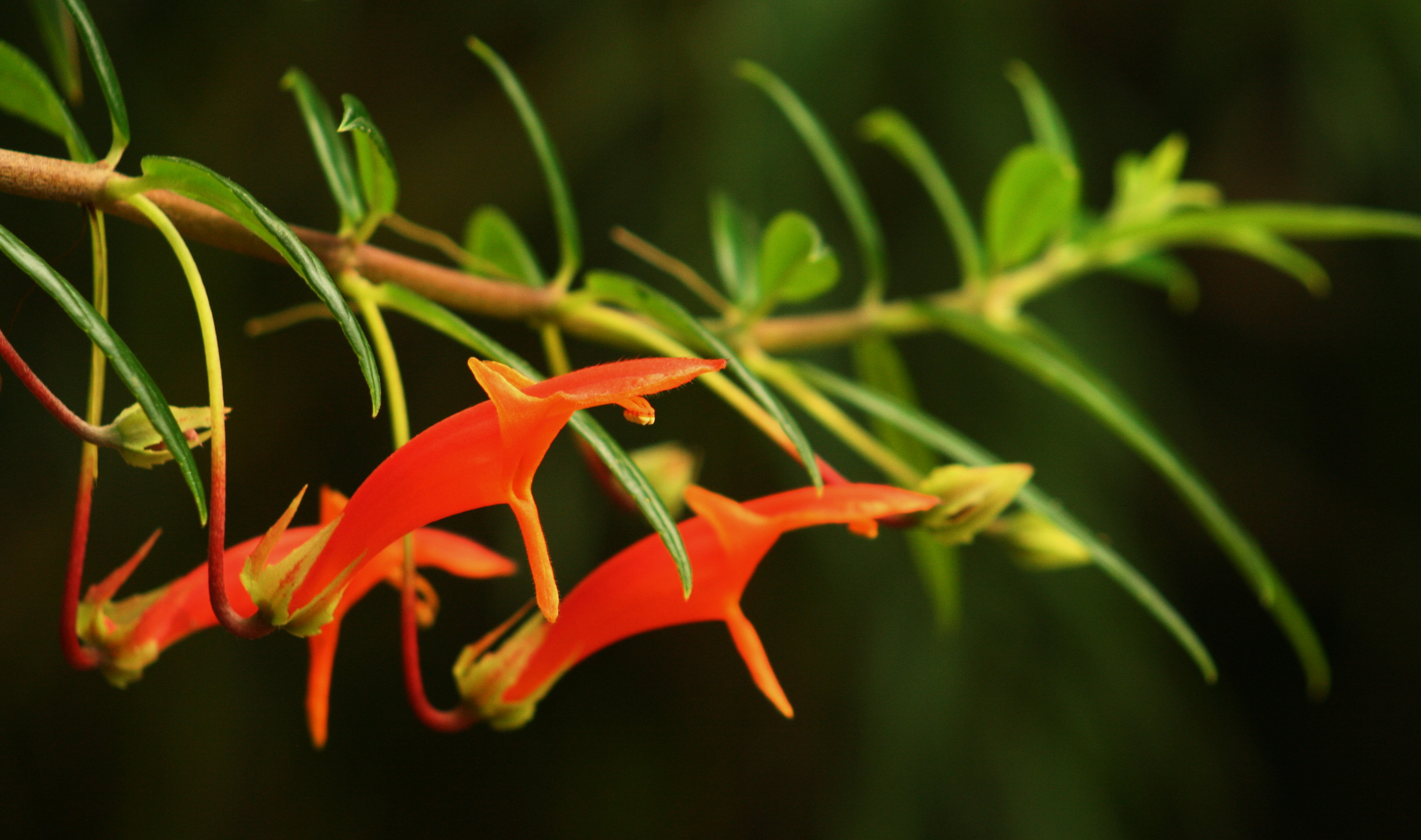
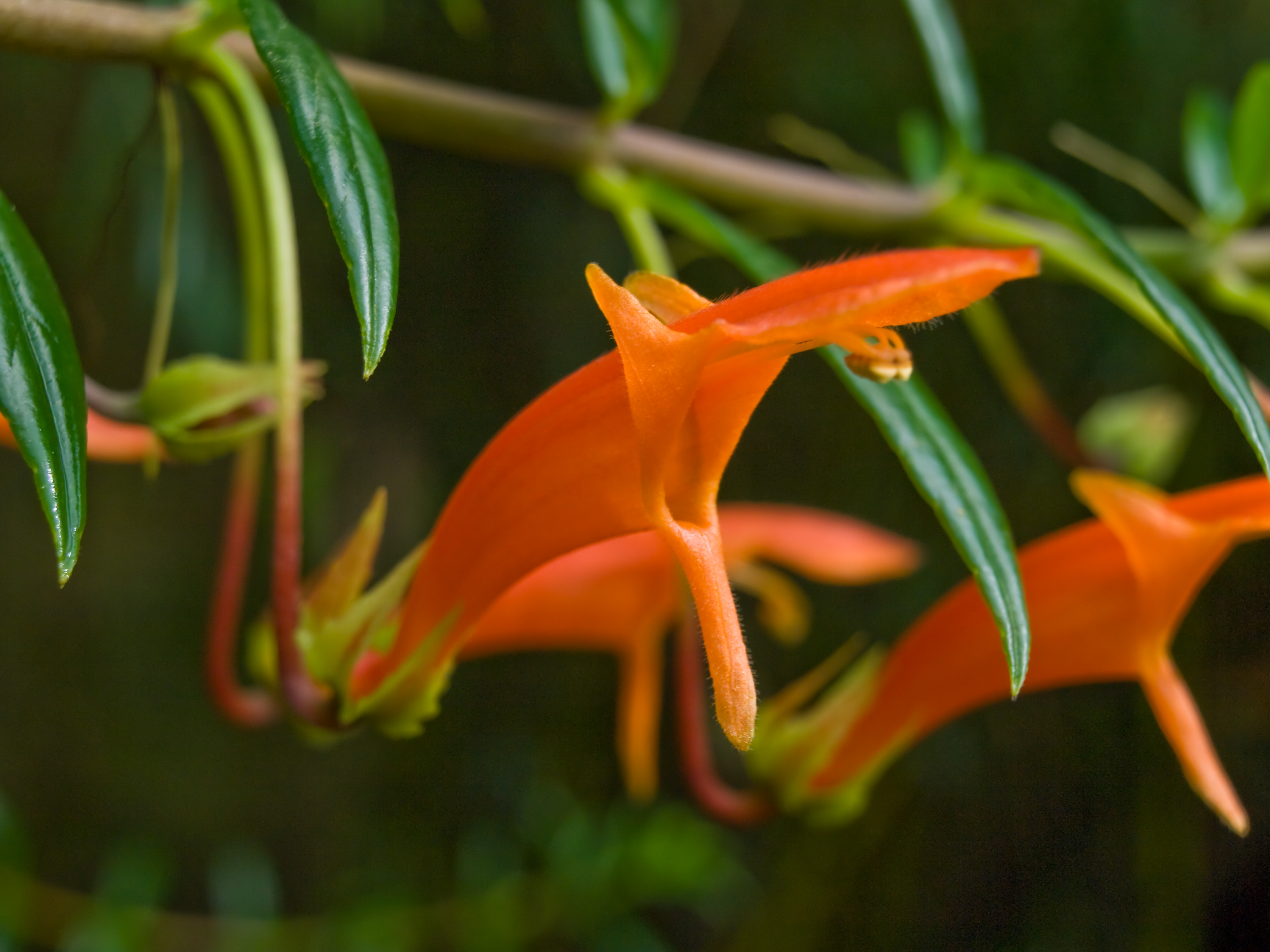